# Bethanie Mattek-Sands
Bethanie Mattek-Sands (n. 23 martie 1985, Rochester, Minnesota, SUA) este o jucătoare americană de tenis, specializată în jocul de dublu. A câștigat nouă titluri de Grand Slam (cinci la dublu feminin și patru la dublu mixt) și o medalie olimpică de aur, fiind fostă nr. 1 mondial la dublu.
La dublu feminin, Mattek-Sands a câștigat 30 de titluri în carieră, inclusiv cinci titluri de Grand Slam, la Australian Open 2015, French Open 2015, US Open 2016, Australian Open 2017 și French Open 2017, toate în parteneriat cu Lucie Šafářová. De asemenea, perechea a fost finalistă la WTA Finals 2016. Mattek-Sands a devenit numărul 1 mondial la dublu la 9 ianuarie 2017 și au ocupat prima poziție timp de 32 de săptămâni consecutive.
Mattek-Sands a avut succes și la dublu mixt; a câștigat Australian Open 2012 și Roland Garros 2015 și a obținut medalia de aur la Jocurile Olimpice de la Rio 2016. Mattek-Sands a suferit apoi o accidentare majoră la genunchi în 2017, care a necesitat o intervenție chirurgicală și un an de pauză de la competiții pentru a se vindeca, dar în cele din urmă a revenit pentru a câștiga titlurile la dublu mixt de la US Open 2018 și 2019, ambele în parteneriat cu Jamie Murray.
În 2016, documente piratate ale Agenției Mondiale Antidoping (WADA) au dezvăluit că Mattek-Sands a solicitat de două ori o scutire de utilizare terapeutică pentru hidrocortizon și DHEA. De ambele ori, cererea a fost aprobată de Federația Internațională de Tenis înainte de a fi revocată de WADA, dar o cerere de scutire doar pentru hidrocortizon a fost în cele din urmă aprobată. Mattek-Sands a refuzat să comenteze cu privire la această scutire.

## Date biografice și carieră
Mattek-Sands a început să joace tenis la vârsta de 5 ani. Ea preferă terenurile dure (hard). Bethanie Mattek-Sand s-a clasat la simplu la data de 23 martie 2009 pe locul 37 pe lista Women’s Tennis Association (WTA). La dublu a reușit să ocupe locul 9 la data de 5 aprilie 2010. Ea se remarcă și prin felul neobișnuit al îmbrăcămintei sale. La data de 5 mai 2011 în turneul de la Madrid a reușit să elimine printr-un meci surpriză pe favorita italiană Francesca Schiavone (n. 1980).
La 29 ianuarie 2012, împreună cu Horia Tecău, a câștigat turneul Australian Open la dublu mixt, iar în 2017 a câștigat același turneu la dublu feminin împreună cu Lucie Šafářová.